# Zelotes lotzi
Zelotes lotzi är en spindelart som beskrevs av FitzPatrick 2007. Zelotes lotzi ingår i släktet Zelotes och familjen plattbuksspindlar. Inga underarter finns listade i Catalogue of Life.